# Charles Elwood Yeager
El Major General Charles Elwood "Chuck" Yeager (Myra, Virgínia de l'Oest, EUA, 13 de febrer del 1923 - Los Angeles, 7 de desembre de 2020) va ser un militar estatunidenc, pilot durant la Segona Guerra Mundial i pilot de proves. És famós per ser el primer esser humà en viatjar més ràpid que el so.

## Carrera militar
Yeager va néixer en una família modesta de Virgínia de l'Oest i es va enrolar a l'exèrcit el 1939, servint com a mecànic d'avions. Va ser seleccionat per a dur a terme l'entrenament de pilot el 1942 i de seguida va demostrar un excepcional talent natural als comandaments d'una aeronau. Destinat al Regne Unit el 1944, Yeager va pilotar Mustangs P-51 en combat, fins que va ser abatut sobre França. Va escapar cap a Espanya per evitar esser capturat passant per la Val d'Aran i Sort on romagué allotjat a l'Hotel Pessets.
A Anglaterra va unir-se de nou al 363è Esquadró de Combat, tot i l'estricta política de què cap pilot evadit volés sobre territori enemic de nou.
Yeager va demostrar una excepcional visió, aptitud de pilotatge i lideratge en combat. Va ser reconegut com el primer pilot nord-americà en esdevenir "as en un dia", abatent cinc avions enemics en una missió, finalitzant la guerra amb 12,5 victòries certificades.

### Pilot de proves

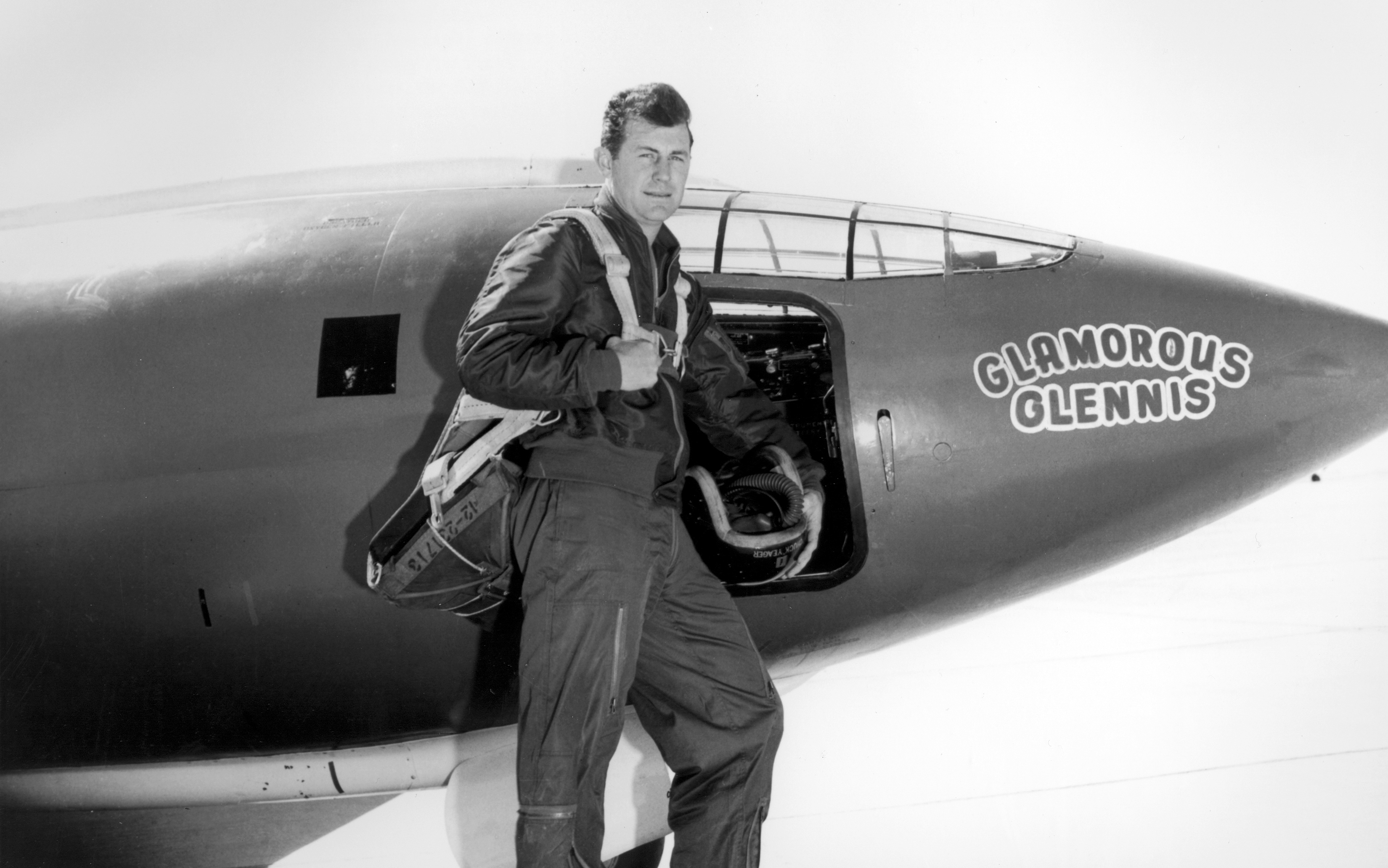
Charles Elwood "Chuck" Yeager al costat del Bell X-1 Glamorous Glennis

Yeager va continuar a les Forces Aèries dels Estats Units (USAF) després de la guerra, convertint-se en pilot de proves i eventualment seleccionat per volar amb l'avió propulsat amb coets Bell X-1, en el programa del Comitè Consultiu Nacional d'Aeronàutica (NACA), antecessora de la NASA, per a la investigació del vol d'alta velocitat. Yeager va trencar la barrera del so el 14 d'octubre de 1947, volant amb l'X-1 experimental a Mach 1 i a una alçada de 45.000 peus (13.700 metres). Dues nits abans del vol històric, Yeager va trencar-se dues costelles mentre muntava a cavall. Tenia tant temor que el reemplacessin de la missió que va desplaçar-se al poble veí per tractar-se i només va explicar-ho al seu amic Jack Ridley. Ridley va construir un dispositiu amb un pal d'escombra que va permetre a Yeager tancar la cabina de l'avió. X-1, batejat Glamorous Glennis en honor de la seva esposa, que està exposat al Museu de l'Aire i l'Espai de l'Institut Smithsonian.
Yeager va trencar moltes altres barreres de velocitat i va batre nombrosos rècords d'alçada. Va ser també el primer pilot nord-americà en volar un MiG-15 després que el seu pilot original desertés junt amb l'aparell al Japó. Durant l'última meitat del 1953, Yeager es va involucrar amb l'equip de les Forces Aèries dels Estats Units (USAF) que treballava amb l'aeronau X-1A, dissenyat per sobrepassar Mach 2 en vol anivellat. Tanmateix, el 20 de novembre, la NACA i el seu pilot Scott Crossfield varen ser els primers a volar al doble de la velocitat del so amb el Douglas Skyrocket. En vistes d'aquest fet, Ridley i Yeager van decidir de batre el rècord de velocitat de Crossfield en una sèrie de vols batejats com "Operació Plor de la NACA". No només van batre a Crossfield sinó que ho van aconseguir a temps per modificar les celebracions del 50è aniversari del primer vol que haurien nomenat a Crossfield la persona més ràpida sobre la terra.

### Carrera posterior
El 1962 va fundar l'Escola de Pilots de Recerca Aeroespacial de la USAF, entrenant astronautes per a la NASA i la USAF. Va ser precisament un accident amb un dels F-104 de l'escola que va posar fi als seus intents de batre records. Entre el desembre de 1963 i el gener de 1964 Yeager va completar cinc vols amb l'avió de la NASA M2-F1. El 1966 va agafar el comandament de la 405a Ala de Vol, unitat desplegada al sud del Vietnam i el sud-est asiàtic. Allí va completar 414 hores de vol de combat, principalment en el bombarder lleuger B-57. El 1968 Yeager va ser ascendit al rang de General de Brigada i assignat al sotscomandament de la Dissetena Força Aèria al juliol del següent any.
El 1975, després de ser destinat a Alemanya i Pakistan, es va retirar de les Forces Aèries a la base aèria de Norton, però va seguir volant per la USAF i la NASA com a pilot de proves assessor a la base aèria d'Edwards, Califòrnia.
El 14 d'octubre de 1997, en el 50è aniversari del seu vol històric, Yeager va volar amb un nou Glamorous Glennis, un F-15, a Mach 1 amb el Tinent Coronel Troy Fontaine, i seguits per l'F-16 pilotat per Bob Hoover, famós pilot d'exhibició aèria i "competidor" de Yeager en la cursa per sobrepassar per primera vegada la velocitat del so. Aquest va ser l'últim vol oficial de Yeager a les Forces Aèries, pel que les seves últimes paraules al discurs de comiat foren "tot el que jo sóc, ho dec a les Forces Aèries". El 2005, al General de Brigada Yeager li fou atorgada la segona Estrella de General.
Yeager, que no va assistir mai a la Universitat i que sempre es va mostrar modest amb la seva carrera, és considerat un dels millors pilots de tots els temps. Tot i la seva falta d'educació superior, Yeager va donar sempre suport per a l'educació en el seu estat natal. D'altra banda, l'aeroport Yeager, a Cahrleston, Virginia de l'Oest, porta el seu nom, igual que el pont General Chuck Yeager que creua el riu Kanawha. Yeager fou president del Programa Àguila Jove de l'Associació d'Aviació Experimental (EAA). Yeager va ser membre de la comissió investigadora de l'explosió del transbordador espacial Challenger durant la missió STS-51-L.
Chuck Yeager residia a Grass Valley, Califòrnia.

## Escollits per a la glòria
Yeager és el protagonista principal del llibre Escollits per a la glòria (The Right Stuff) de Tom Wolfe, i de la subsegüent pel·lícula amb el mateix nom. Yeager fa una petita aparició en el film en l'escena en què dos reclutadors de la NASA declinen l'oferta del barman (interpretat per Yeager) d'una copa de whisky escocès en favor d'una Coca-Cola. L'escena és una petita burla a la NASA, ja que aquesta es va negar a reclutar Yeager com a astronauta per la seva falta d'estudis universitaris. En el film es pot veure un modest i romàntic Yeager molt similar al personatge real. Altres de les seves aptituds, però, van ser sensiblement retallades. Yeager fou, per exemple, part implicada i responsable del disseny de l'X-1. Altrament, en la pel·lícula es mostra com Yeager s'enlaira amb l'NF-104 Starfighter sense permís de la torre de control, quan en realitat Yeager disposava de permís per volar però no per intentar batre el record d'altura en aquell moment en mans dels russos. Yeager, a causa de l'accident, va sofrir cremades de tercer grau al cap i a les mans deguts al coet del sistema d'ejecció.

## Disputes
El 26 de febrer de 1945, Yeager es va casar amb Glennis Dickhouse. Van tenir 4 fills junts. Després de 13 anys de la mort de la seva esposa, Yeager va contraure matrimoni amb l'actriu Victoria Scott D'Angelo, 36 anys més jove que ell. Tres dels seus fills van interposar querelles sobre el control del seu patrimoni, sota la sospita que D'Angelo va casar-se amb Yeager per la seva fortuna. Yeager, però, considerava que els seus fills simplement volien més diners.
S'ha dit que el pilot alemany Hans Guido Mutke va ser la primera persona a sobrepassar la barrera del so el 9 d'abril de 1945 en un Messerschmitt Me 262. Igual que l'alemany, molts creuen que el primer pilot americà en superar Mach 1 fou George Welch en un XP-66 Sabre dues setmanes abans que Yeager i de nou 30 minuts després. La USAF proclama, però, que l'X-1 va ser el primer avió a superar la barrera del so en vol anivellat.

## Honors i Condecoracions
Insígnia de Pilot
| Medalla del Servei Distingit a la Força Aèria        | Medalla del Servei Distingit a la Força Aèria                                                                                                |
| Estrella de plata                                    | Estrella de Plata, per abatre 5 Bf 109s en un dia, amb un manat de fulles de roure                                                           |
| Legió del mèrit                                      | Legió del Mèrit amb un manat de fulles de roure                                                                                              |
| Creu dels Vols Distingits                            | Creu dels Vols Distingits, per abatre un Me 262, amb dos manats de fulles de roure, un d'ells per ser el primer a trencar la barrera del so. |
| Estrella de bronze                                   | Estrella de Bronze, per ajudar el rescat d'un company aviador a la França Ocupada, amb insígnia “V”                                          |
| Cor Porpra                                           | Cor Porpra |
| Medalla de l'Aire                                    | Medalla de l'Aire amb 10 manats de fulles de roure                                                                                           |
| Medalla del Servei Lloable a la Força Aèria          | Medalla de la Menció Encomiable a la Força Aèria                                                                                             |
| Citació presidencial d'unitat                        | Citació Presidencial d'Unitat amb una fulla de roure                                                                                         |
| Insígnia d'Unitat Destacada                          | Insígnia d'Unitat Destacada |
| Medalla del Servei de Defensa Americana              | Medalla del Servei de Defensa Americana |
| Medalla de la Campanya Americana                     | Medalla de la Campanya Americana |
| Medalla de la Campanya Europea-Africana-Orient Mitjà | Medalla de la Campanya Europea-Africana-Orient Mitjà (amb 8 estrelles de batalla)                                                            |
| Medalla de la Victòria a la II Guerra Mundial        | Medalla de la Victòria a la II Guerra Mundial                                                                                                |
| Medalla Presidencial de la Llibertat                 | Medalla Presidencial de la Llibertat |

- Medalla de Plata del Congrés (1976), per trencar per primera vegada la barrera del so[6][7]
- Trofeu Collier, per trencar per primera vegada la barrera del so
- Trofeu Mackay, per trencar per primera vegada la barrera del so